# Mira Jurišić
Mira Jurišić (en serbe cyrillique : Мира Јуришић ; née en 1928 à Čurug - morte en 1998 à Belgrade) était une sculptrice serbe.

## Présentation
Mira Jurišić suit les cours de l'Académie des beaux-arts de Belgrade. Elle devient ensuite membre de l'Association des artistes de Serbie (en serbe : Udruženje likovnih umetnika Srbije ; en abrégé : ULUS) et participe à près de 150 expositions collectives en Yougoslavie et à l'étranger et expose 12 fois à titre individuel.
Elle a vécu et travaillé à Belgrade.

## Quelques créations
- Trône en pierre, à Belgrade, Musée d'art contemporain
- Présence, marbre, 1966, à Aranđelovac, dans le parc de Bukovička banja
- Soleil, pierre, à Belgrade, dans le parc de Kalemegdan, près de la galerie Cvijeta Zuzorić
- La Forêt d'or, bronze, à Belgrade, dans le parc de Tašmajdan

## Récompenses
Entre autres récompenses, Mira Jurišić a reçu le prix du Salon d'octobre en 1972.